# 竹林

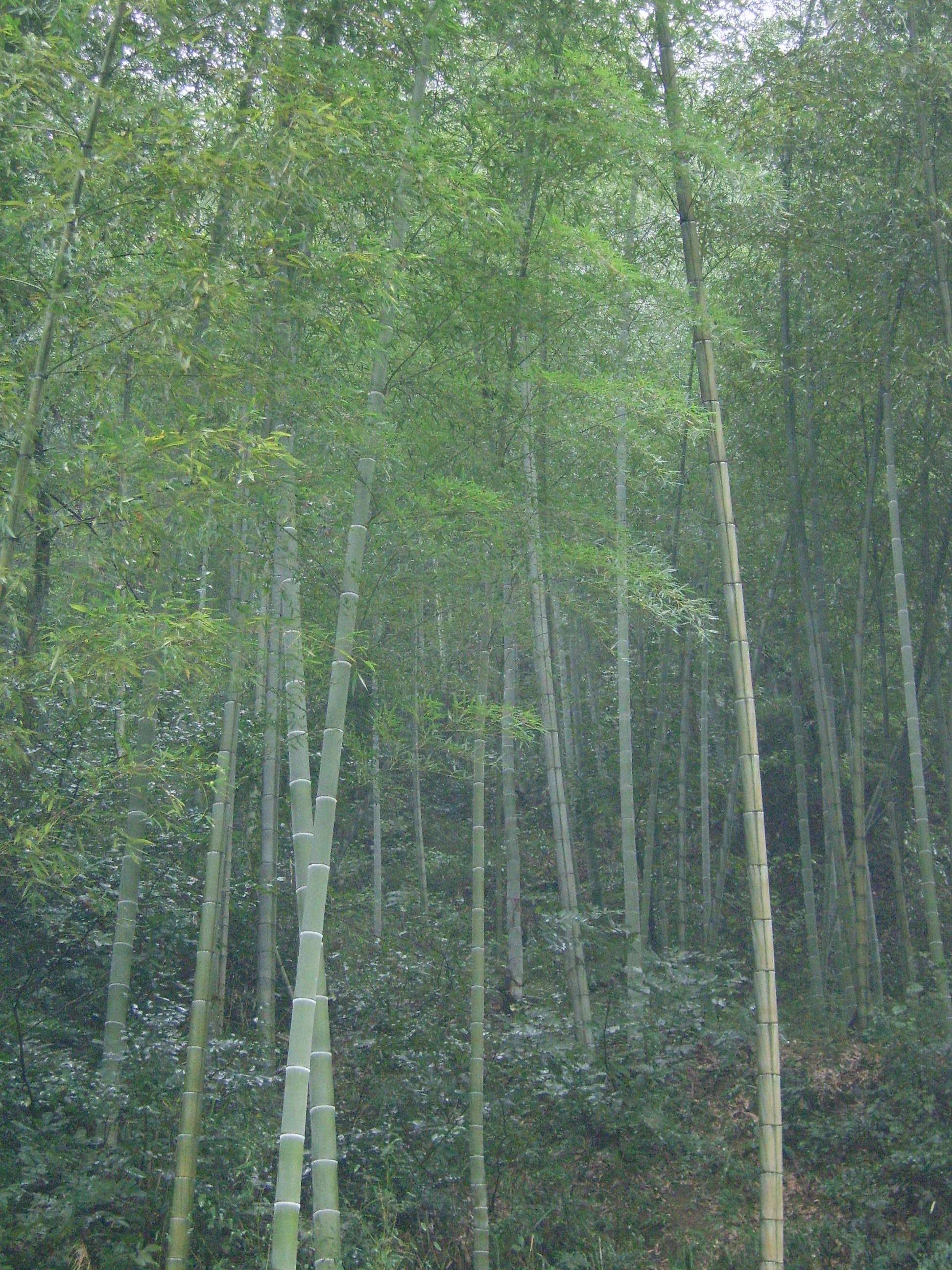
モウソウチク（江南竹）の竹林

竹林（たけばやし、ちくりん）は、 竹で構成された林である。竹藪（竹薮、竹籔、たけやぶ、たかやぶ）とも言う。

## 概要
竹は地下茎がよく横に這い、随所から地上に茎を伸ばすため、多くの場合、ほぼ単独種からなる群落を作る。これを一般に竹林と言う。竹は一般の樹木とはその姿も性質も異なる。竹の幹は丈夫ではあるが肥大成長はせず、せいぜい両手に収まる程度の太さのものが一面に並ぶ。竹は繁殖力が強いうえ、成長が速く地表への日光入射を妨げるため竹藪には他の植物が生えにくく、竹が密生した独自の景観を作る。林床には竹の葉だけが一面に広がるが、一般の樹木の葉のように黒っぽくならないため、竹林全体がほの明るい印象となることが多い。
特有の生物相
竹林は独特の生物相を持つことでも知られる。一部の腐生植物のラン科のもの（ヤツシロランなど）には、往々にして竹林に出現するものがある。キノコ類でも、キヌガサタケなどがよく竹林に出現するものとして知られている。一方で前述のように、他の樹木や草の生育を妨げがちである。動物では、イノシシがタケノコ（筍）を食べるために現れる。
資源採取場所としての竹林
アジアの多くの国々で竹は貴重な天然素材としてさまざまに活用されているので、竹林は資源が大量に得られる場所でもある。
竹林の防災機能の有無
竹林は資源として人が伐採を適度に行いつつ管理を行うと、地震の際には地滑りを抑止する機能を持つ。だが集中豪雨などでは、地すべり抑止とならないことがあるという。#竹林の防災機能

## 日本の竹林

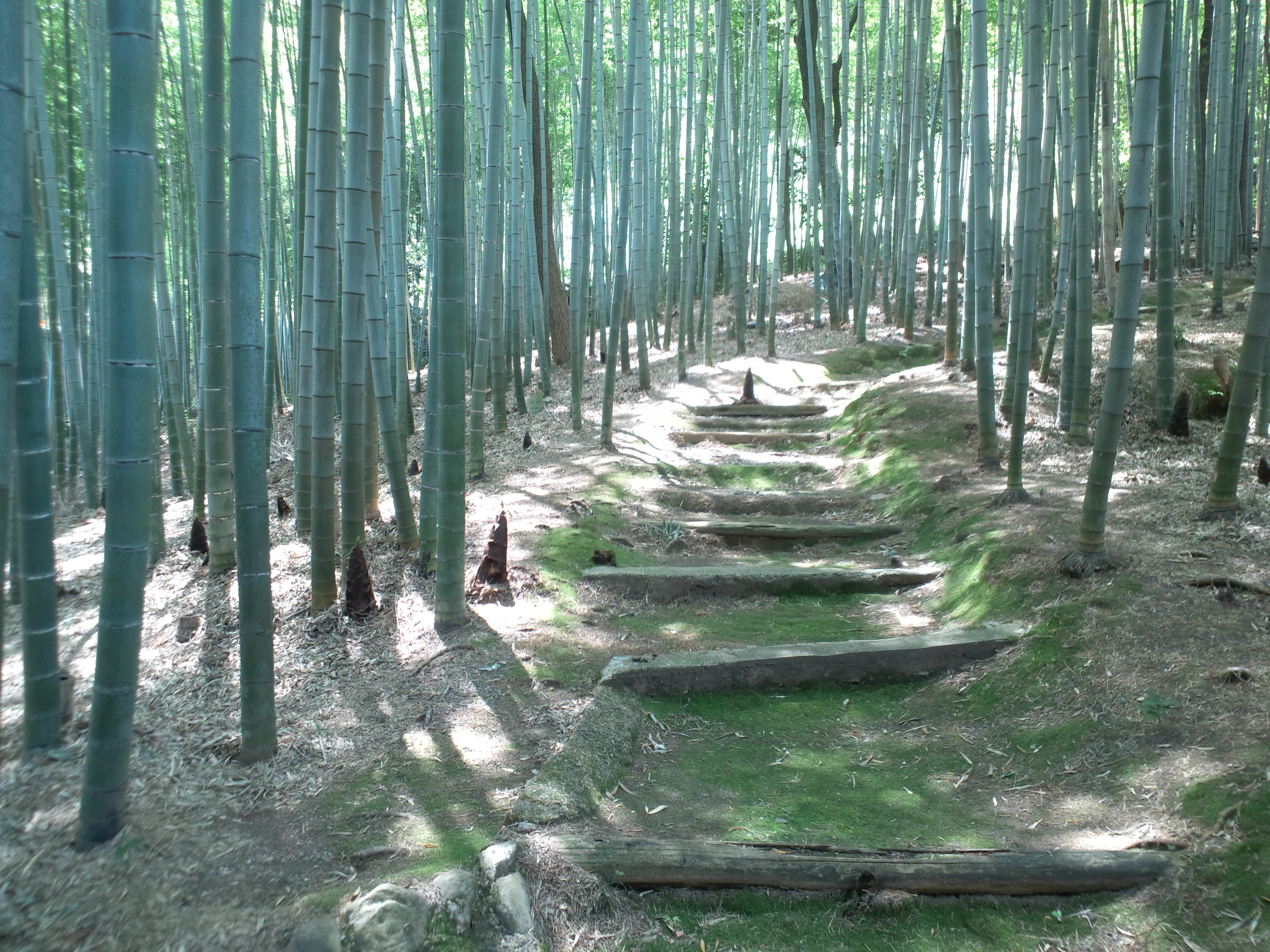
化野念仏寺の竹林

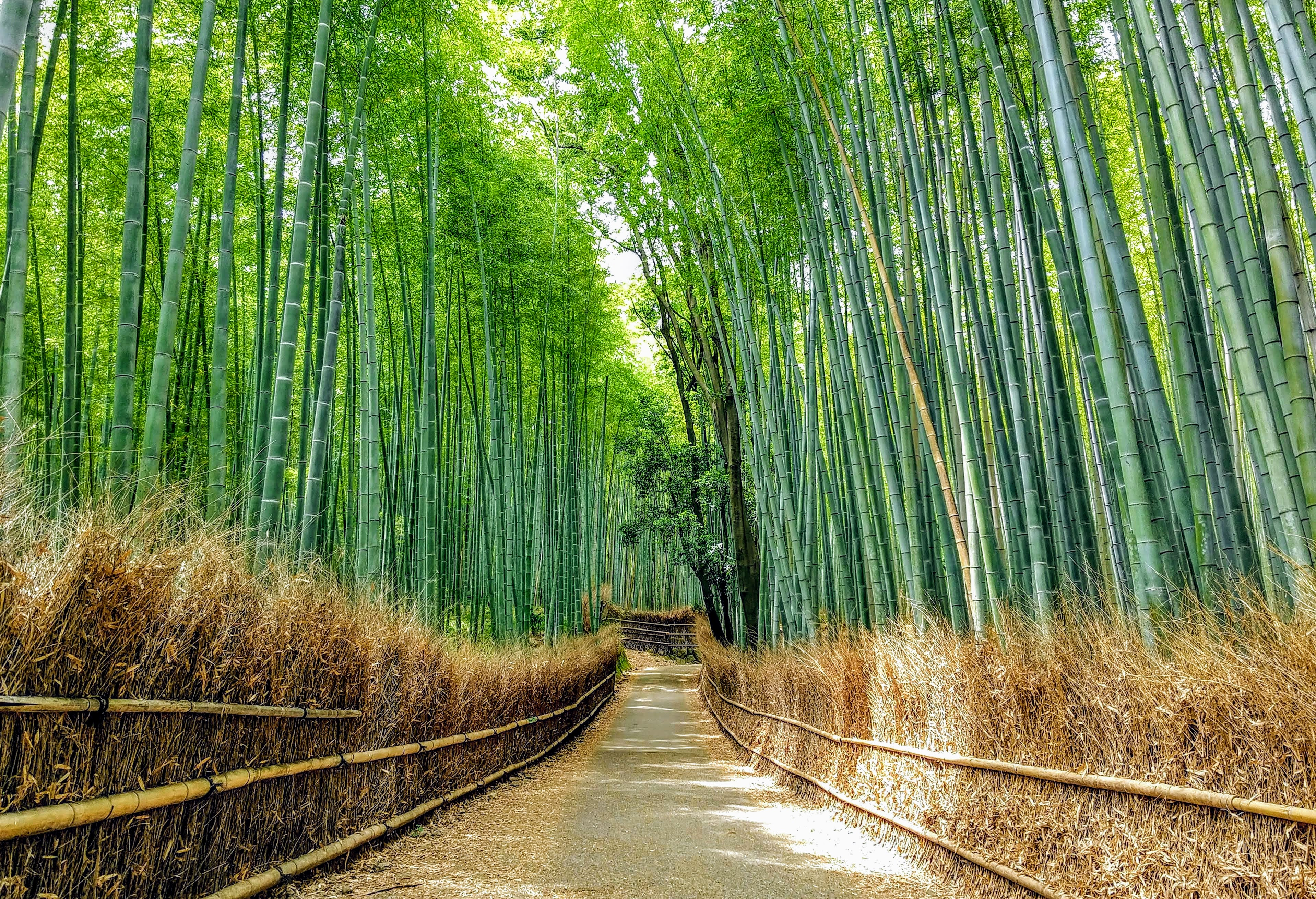
嵯峨野竹林の小径

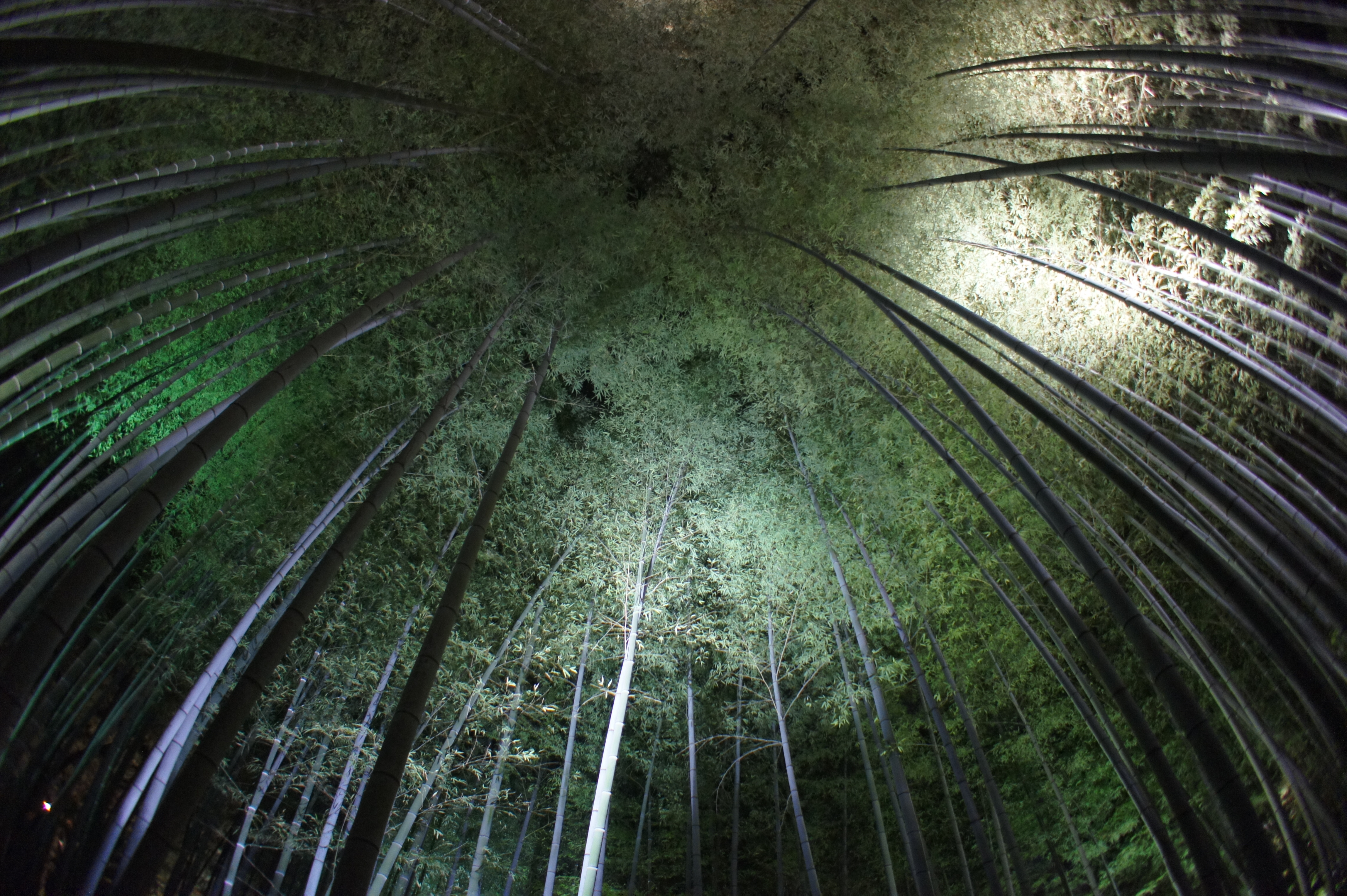
ライトアップされた竹林（高台寺）

2019年時点で、日本の竹林総面積は約16万7000ヘクタールと、2017年までの10年間で約8000ヘクタール増えた（林野庁による）。このように竹は日本でごく普通に見られるが、ほぼ全ての種が帰化植物と考えられる。一部の種には日本野生説もあるが、ほとんどは中国大陸原産である。笹は日本産のものが多くあり、地方変異も数多い。モウソウチクを除く種の多くは、その地域でしか生育しないことが多いが、その理由は不明である。
日本での歴史
竹林は日本古来の植生ではない。
ただし『古事記』や『万葉集』には竹に関する記述があり、日本でもこうした書物が書かれた時代ころには一応書物に登場するようになってはいた。ただし当時の書物に登場する「竹」というのは多くはチシマザサ類を指すものであった。マダケのような現在親しまれている竹類については、一部に自生していたとの説もあるが、仮にそうであっても極めて珍しく、現在のような竹林はほとんどがそれ以降の中国大陸からの持ち込み、栽培を元にしたものであると考えられている。
マダケ類は8世紀頃に持ち込まれ、当時はおそらく貴族の間だけで栽培され、貴族の儀礼等と関係を持っていた。
日本で竹林が一般に広く見られるようになったのは16世紀以降と考えられている。
（8世紀以降、あるいは16世紀以降は）竹林は日本人の生活・産業・芸術などに深い関わりを持っている。
天然素材が得られる場所
現在でも郊外などで、平地と里山を結ぶ緩衝地帯などに多くの竹林を見ることができる。日本でも（アジア諸国同様に）竹は貴重な天然素材として多用されており、竹林は竹が大量に得られる場所である。
マダケはその真っ直ぐでしなやかな特性を生かして竹細工、建材、家具、釣竿などに最も多く利用されてきた。大分県のマダケは面積、生産量とも全国一のシェアを占めており、別府市周辺の別府竹細工や日田市の竹箸など、大分県では豊富な竹材を利用した竹工芸が歴史的に盛んである。
なお日本の竹林は世界的な発明にも影響を与えた。京都府八幡市の石清水八幡宮境内の竹林のマダケは、エジソンが1882年白熱電球のフィラメントとして利用したことで知られる。この竹林からは電球発明の翌年から10数年もの永い間、多くの竹がアメリカのエジソン工場に輸出され、炭素白熱電球の生産に利用された。境内にはエジソンの記念碑が建つ。記念碑は中央にエジソンのリレーフを、向かって右側には「The memory of Thomas Alva Edison 1947-1931」と書かれている。
竹林と日本の文化
日本では庭園を構成する要素の一つとしても重宝されるなど、竹林の織り成す景観は日本の風土を象徴するものの一つとなっており、特に京都の寺院や郊外の景観を形づくる要素の一つとして大きな比重を担ってきた。春には竹林に入り、筍を掘るのは日本の風物詩の一つである。また、日本画、水墨画のモチーフとしてもしばしば用いられ、多くの文人墨客が竹林の持つ独自の繊細なイメージから多くのインスピレーションを受けてきた。
また、視覚のみならず、風が竹林を通り抜ける際のざわめきは日本人の耳には心地よく響き、風情を感じさせるものとして俳句や和歌などに歌われ、多くの文学者、画家などの想像力を刺激してきた。旧環境庁の「残したい日本の音風景100選」（京の竹林）にも選ばれるなど、日本人の「音風景」「心象風景」の一つとも言える。

## 竹林の防災機能
よく管理された竹林は防災機能を持つ場合がある。
竹は旺盛な繁殖力を持つため、筍から2 - 3か月で成竹になってしまい、あっという間にその土地を覆い尽くす。「竹は切ることが植えること」ともいわれる由縁である。竹の地下茎は浅く、地表付近を横に這うように広がり、地下茎には「ヒゲ根」がびっしりと生えており、この「ヒゲ根」が地面をしっかりと保持するため、よく管理された竹林は優れた防災効果を上げてきた。古来、竹林を背にした家が多いのも日本人が経験的にそのことを知っていたからに他ならない。
上記の防災機能は主として地震（に伴う地すべりなどの二次災害）に対してで、地表をしっかりと覆う根茎が地面を押さえることによる。他方で集中豪雨など際しては、むしろ地滑りを引き起こしやすくする面がある。竹は根が土中に30センチメートル程度でとどまり深く入り込まないため、大雨が降ると雨水が地表近くを流れ、竹林のある斜面全体が滑り落ちるような崩れ方をする例がある。
放置竹林が増え、土砂災害の原因になりかねないため、問題となっている。

## 管理不足の竹林で起きること、その対策

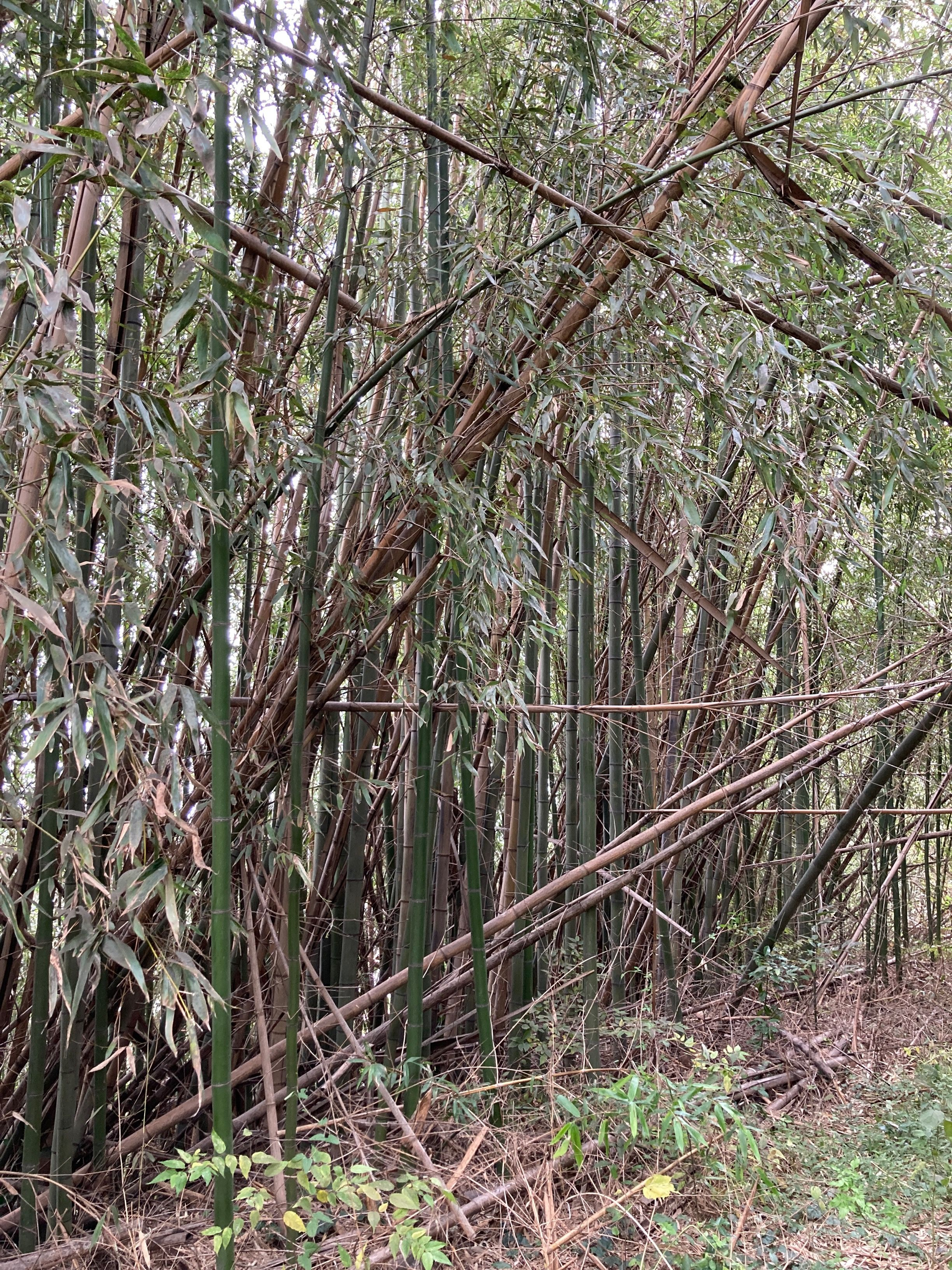
荒れた竹林

現代では、竹に代わる素材（プラスチックなど）の普及、外国産の安い竹材・筍の輸入、地方の過疎化・高齢化などにより、日本の竹林の資源としての利用が減り、結果として適正に管理されない竹林の割合が増えている。こうした放置竹林の拡大は他の植物を圧迫するうえ（生物多様性の低下）、後述するように地滑り被害にもつながりかねない（「竹害」参照）。このため、竹を伐採して樹木（クヌギやイチョウなど）に植え替えたり、竹を竹炭や竹紙、バイオマス発電燃料などに加工したりする取り組みが行われている地域もある。

## その他
- 竹やぶ騒動 - 1989年（平成元年）4月11日で神奈川県川崎市高津区の竹やぶから1億円が発見される。
- 回文 - 「たけやぶやけた」（竹藪焼けた）は逆から読んでも「たけやぶやけた」となる。